# Psyrassa clavigera
Psyrassa clavigera är en skalbaggsart som beskrevs av Toledo 2006. Psyrassa clavigera ingår i släktet Psyrassa och familjen långhorningar.
Artens utbredningsområde är:
- Costa Rica.
- Panama.

Inga underarter finns listade i Catalogue of Life.